# Gnote
Gnote è un'applicazione software per Linux libera e open source per prendere appunti e note con lo stile di un wiki, derivata da Tomboy da Hubert Figuiere.
Gnote fa parte del desktop environment GNOME.
Per creare collegamenti tra le note usa un sistema di collegamento mutuato dai wiki.
Le parole nel corpo di ciascuna nota che corrispondono a note esistenti diventano automaticamente collegamenti ipertestuali a quelle note, consentendo la gestione di grandi quantità di informazioni personali.
Alcuni plugin estendono il programma con funzionalità come l'esportazione in formato HTML e il supporto della stampa.

## Clone
Gnote è stato scritto in C++ come clone di Tomboy per eliminare la dipendenza da Mono.
Ha causato qualche polemica quando il suo creatore è stato accusato di realizzare un'agenda anti-Mono.
Questo fatto lo ha spinto a spiegare che Gnote è stato scritto come un esercizio di porting di applicazioni Mono.
Il programma è incluso in Fedora, dopo che Mono è stato escluso dal CD di installazione a causa della mancanza di spazio.
Alcuni computer non supportano ancora ufficialmente Mono, per esempio i netbook che montano la CPU Loongson (in Cina): su questi, Gnote è una buona alternativa a Tomboy.

## Caratteristiche
Alcune funzionalità di editing supportate:
- Ricerca full-text attraverso note;
- Link a altre note;
- Stile del testo (grassetto, corsivo, barrato, evidenziato);
- Possibilità di cambiare le dimensioni del testo;
- Elenchi puntati;
- Funzionalità Annulla e Ripeti.

## Plugin
Gnote supporta plugin che aggiungono funzionalità quali:
- Supporto per la stampa
- Importatore di Sticky Notes;
- Esportazione in HTML;
- Links a Bugzilla;
- Testo a spaziatura fissa;
- Importatore da Tomboy;
- Backlinks, per vedere quali note linkano la nota corrente;
- Testo sottolineato;
- Inserimento di timestamp.